# Radiómetro

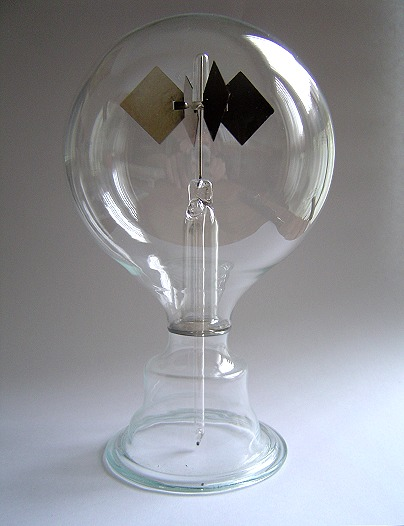
Radiómetro de Crookes

El radiómetro es un instrumento para detectar y medir la intensidad de energía térmica radiante, en especial de rayos infrarrojos.

## Descripción
Un radiómetro es un tubo de vidrio o cuarzo en el que se ha hecho un vacío parcial; dentro del tubo se encuentra un eje con cuatro paletas muy ligeras. Una cara de las paletas está ennegrecida, mientras que la otra es de metal pulimentado. Al recibir radiación externa el lado negro de una paleta absorbe más radiación que el lado pulimentado de la paleta opuesta, lo que hace que la primera paleta se aleje de la fuente de radiación. Dicho efecto produce una rotación constante de las paletas -el lado negro alejándose de la fuente de luz-, con una velocidad que depende de la intensidad de la energía radiante.
Estos radiómetros mecánicos, que antes se empleaban en instrumentos meteorológicos para efectuar medidas en las capas altas de la atmósfera, han sido sustituidos casi por completo por dispositivos electrónicos de estado sólido que miden la energía radiante de forma más directa y precisa.

## Origen
El radiómetro es un dispositivo diseñado por el químico inglés Sir. William Crookes en 1873, el cual fue construido cuando trataba de medir la masa molecular del talio (elemento descubierto por el mismo). Al momento de pesarlo en una balanza analítica, Crookes notó que la flotabilidad del aire reducía ligeramente el peso, por lo que se dio a la tarea de eliminar la fuente del error, construyendo una cámara de vacío para pesar sus muestras. Pero en lugar de estabilizar sus mediciones como esperaba, su arreglo en la cámara de vacío dio lugar a lecturas extrañas que fueron influenciadas por la temperatura del material que pesaba. Objetos calientes parecían ser repelidos por objetos fríos, ya que en algunos experimentos observó que un objeto ubicado en una balanza cambiaba su peso cuando se le colocaba un cuerpo caliente cerca de él.

## Funcionamiento
Consta de un molinete, cuyas aletas son blancas o metálicas por una cara y negras por la otra, dispuesto, para que pueda girar con un roce mínimo, en el interior de una ampolla de cristal en la cual se ha practicado un vacío parcial. Los rayos luminosos son reflejados por la superficie clara y absorbidos por la negra, la cual consiguientemente, se calienta. Así, el aire residual de la ampolleta se expande al contacto con las superficies negras y empuja las aspas, provocando una rotación del molinete, tanto mayor cuanto más intensa es la luz. Estos instrumentos han sido sustituidos casi por completo por dispositivos electrónicos de estado sólido, que miden la energía radiante de forma más directa y precisa.